# Vila Flor (freguesia)
Vila Flor is een plaats (freguesia) in de Portugese gemeente Vila Flor en telt 2531 inwoners (2001).

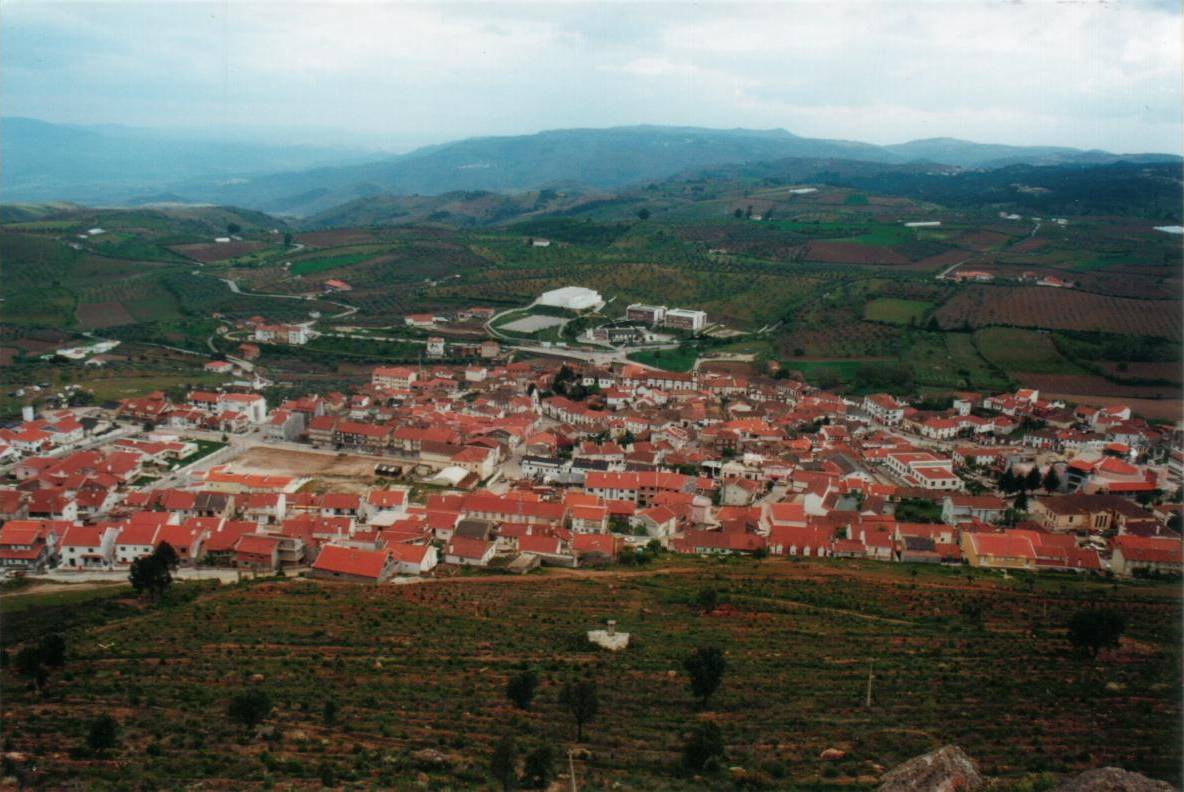
Stadje